# The Forme of Cury
The Forme of Cury (El mètode de cocció, cury del francès mitjà cuire: 'cuinar') és una extensa col·lecció del segle xiv de receptes angleses medievals. Encara que el manuscrit original s'ha perdut, el text apareix en nou manuscrits, el més famós en forma de pergamí amb una nota encapçalada que ho cita com a obra de "els principals cuiners mestres del Rei Ricard II". El nom The Forme of Cury s'usa generalment per a la família de receptes en lloc de només un text manuscrit únic. És un dels llibres de cuina anglesos més antics que existeixen, i el primer conegut que esmenta l'oli d'oliva, les carabasses i les espècies com la maça i el clau.